# Pueblo Nuevo de Mineros
Pueblo Nuevo (auch: Pueblo Nuevo de Mineros) ist eine Ortschaft im Departamento Santa Cruz im Tiefland des südamerikanischen Anden-Staates Bolivien.

## Lage
Pueblo Nuevo ist eine Ortschaft im Landkreis (bolivianisch: Municipio) Mineros und liegt in der Provinz Obispo Santistevan auf einer Höhe von 252 m am rechten, östlichen Ufer des Río Piraí, der flussabwärts in den Río Yapacaní mündet.

## Geographie
Pueblo Nuevo liegt im tropischen Feuchtklima vor dem Ostrand der Anden-Gebirgskette der Cordillera Oriental. Die Region ist erst in den letzten Jahrzehnten erschlossen worden und war vor der Kolonisierung von tropischem Regenwald bedeckt, ist heute aber größtenteils Kulturland.
Die mittlere Durchschnittstemperatur der Region liegt bei knapp 25 °C (siehe Klimadiagramm San Pedro), die Monatswerte schwanken zwischen 21 °C im Juni/Juli und 26 bis 27 °C von Oktober bis März. Der Jahresniederschlag beträgt fast 1500 mm, die Monatsniederschläge sind ergiebig und liegen zwischen 50 mm im Juli und 250 mm im Januar.

## Verkehr
Pueblo Nuevo liegt in einer Entfernung von 101 Straßenkilometer nördlich von Santa Cruz, der Hauptstadt des Departamentos.
Vom Zentrum von Santa Cruz aus führt die asphaltierte Fernstraße Ruta 4 nach Norden über 60 Kilometer bis zu dem nördlich der Stadt Montero gelegenen Kreuzungspunkt Guabirá. Hier biegt die Ruta 4 nach Westen Richtung Cochabamba ab, während weiter nach Norden die Ruta 10 Richtung Mineros führt. Dort in Mineros zweigt nach Nordwesten die Ruta 37 ab, erreicht nach sieben Kilometern Pueblo Nuevo und führt weiter nach Villa Rosario.

## Bevölkerung
Die Einwohnerzahl der Ortschaft ist in den vergangenen beiden Jahrzehnten auf fast das Doppelte angestiegen:
| Jahr | Einwohner | Quelle       |
| ---- | --------- | ------------ |
| 1992 | 504       | Volkszählung |
| 2001 | 989       | Volkszählung |
| 2012 | 978       | Volkszählung |

Aufgrund der seit den 1960er Jahren durch die Politik forcierten Zuwanderung indigener Bevölkerung aus dem Altiplano weist die Region einen nicht unerheblichen Anteil an Quechua-Bevölkerung auf, im Municipio Mineros sprechen 23,3 % der Bevölkerung die Quechua-Sprache.